# Baśń o wężowym sercu albo wtóre słowo o Jakóbie Szeli
Baśń o wężowym sercu albo wtóre słowo o Jakóbie Szeli – powieść fantastyczna Radka Raka z 2019 roku. Została wydana przez wydawnictwo Powergraph. Fragment ukazał się przedpremierowo w Fenixie Antologii (numer 6-7/2019). Osnuta jest na kanwie losów Jakuba Szeli (według dawnej pisowni: Jakóba), przywódcy rabacji galicyjskiej.

## Odbiór

### Wyróżnienia

#### Nagrody
- Nagroda „Nowej Fantastyki” w kategorii Polska Książka Roku[2] (wygrana 28 maja 2020),
- Nagroda Literacka „Nike”[3][4] (wygrana 4 października 2020),
- Nagroda Literacka im. Jerzego Żuławskiego[5] (wygrana 9 października 2020),
- Nagroda im. Janusza A. Zajdla[6] (wygrana 22 listopada 2020),
- Nagroda Krakowska Książka Miesiąca[7] (kwiecień 2021),
- ESFS Achievement Award w kategorii Best Written Work of Fiction[8] (wygrana 17 lipca 2021).

#### Nominacje
- Nagroda Literacka Gdynia w kategorii Proza[9],
- Nagroda Specjalna Identitas w edycji 2019-2020, w ramach której Radek Rak wziął udział w warsztatach na wyspie Uløya(inne języki)[10][11].
- Plebiscyt Książka 25-lecia Gazety Wyborczej[12]

## Adaptacje i odniesienia w kulturze

### Fotografia
19 lutego 2021 odbył się wernisaż fotografii inspirowanych książką, przygotowany przez Wałbrzyski Klub Fotograficzny w ramach V Wałbrzyskiego Weekendu Fotografii. Wystawa „Baśnie” została udostępniona w Galerii pod Atlantami do 7 maja 2021.

### Film
4 stycznia 2021 ogłoszono, że sprzedano prawa do ekranizacji, której ma się podjąć reżyser Michał Gazda.

### Opera
8 października 2022 premierę miała opera Aleksandra Nowaka Baśń o sercu, której libretto oparto na powieści.

### Teatr
4 listopada 2022 w Narodowym Starym Teatrze im. Heleny Modrzejewskiej w Krakowie miała miejsce premiera, opartego na powieści, spektaklu Baśń o wężowym sercu wyreżyserowanego przez Beniamina M. Bukowskiego.
23 marca 2024 roku miała premiera inscenizacji Baśń o wężowym sercu albo wtóre słowo o Jakóbie Szeli w adaptacji Michała Kmiecika i w reżyserii Marcina Libera na deskach Teatru im. Stefana Żeromskiego w Kielcach.

### Tłumaczenia
J. czeski (2024)